# I.Ae. 38 Naranjero

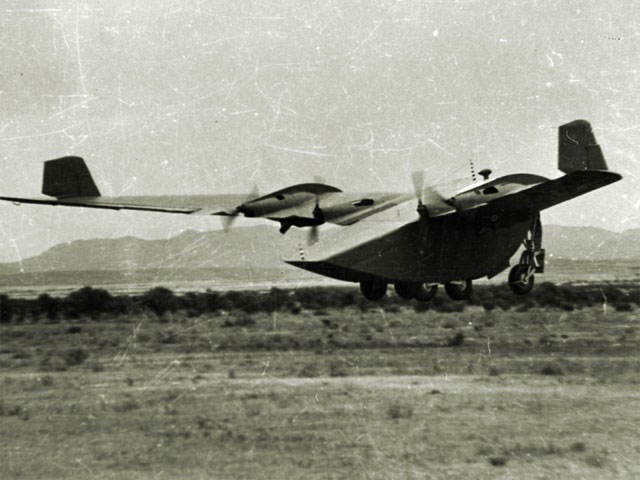
I.Ae. 38 "Naranjero" despegando en vuelo de prueba.

El DINFIA I.Ae. 38 fue un prototipo de avión de transporte diseñado como un ala volante por Reimar Horten. Fue fabricado por la Fábrica Militar de Aviones en Córdoba, Argentina.

## Historia
En 1950, F.M.A. adjudicó un contrato para la construcción de un transportador multipropósito de gran capacidad al Dr. Ing. Reimar Horten. Bajo su liderazgo nacieron los planes para crear un avión tetramotor con el nombre I.Ae. 38; apodado "Naranjero", pues la aeronave también estaba destinada a transportar naranjas desde diferentes puntos de Argentina a la capital. El prototipo fue completado en 1959, haciendo su primer vuelo el 9 de diciembre de 1960.
Debido a la situación económica en Argentina, la construcción se prolongó por varios años. Inicialmente se planeaba montar en la aeronave 4 motores I.Ae. 19 El Indio de 620 HP, pero debido a su nula disponibilidad se optó por usar motores menos potentes I.A. 16 El Gaucho de solo 450 HP (236 kW). El primer vuelo fue retrasado debido a problemas con el sistema de enfriamiento dada la posición de los motores en las alas, tras solucionar el problema, el primer vuelo fue concretado a finales de 1960, el cual fue hecho por el Capitán Balado, quien calificó las características del vuelo como buenas.
No fue posible producir el aparato en serie, ya que las prioridades  del gobierno argentino habían cambiado, así como las condiciones de su uso. Además, no existía suficiente infraestructura para el uso planificado. Después de cancelado el proyecto, el I.Ae. 38 se colocó en los terrenos de la Escuela Aeronáutica, en donde se usó como una exhibición estática hasta que un incendio (posiblemente provocado) destruyó la cubierta del avión. Los restos del avión fueron desmantelados después.

## Diseño
El IA 38 era un avión de carga experimental basado en la investigación de Reimar Horten. Era un ala volante completamente de metal, con superficies de control verticales ubicadas cerca de las puntas de las alas. El fuselaje que era corto y rechoncho estaba equipado con un tren de aterrizaje triciclo retráctil. Era impulsado por cuatro motores radiales I.Ae. 16 El Gaucho montados dentro de las alas, haciendo girar hélices de empuje montadas en la parte posterior del ala. La cabina de vuelo se encontraba sobre el borde de ataque del ala. Tenía un compartimiento de carga ubicado debajo del ala, capaz de transportar 6100 kg de carga útil, dicha carga se montaba desde una puerta de embarque ubicada en la parte trasera de la aeronave.

## Especificaciones
Datos de
Características generales
- Tripulación: 2
- Longitud: 13,5 m
- Envergadura: 32 m
- Altura: 4,6 m
- Superficie alar: 133 m²
- Relación de aspecto: 7,7:1
- Peso vacío: 8500 kg
- Peso bruto: 16 000 kg
- Capacidad de combustible: 1450 L
- Planta motriz: 4 × motores radiales I.Ae. 16 El Gaucho, 335 kW (450 HP) cada uno

Rendimiento (estimado)
- Velocidad máxima: 252 km/h
- Velocidad crucero: 215 km/h
- Alcance máximo: 1250 km
- Autonomía: 5,6 horas
- Techo de vuelo: 4500 m